# Кочетки (деревня)
Кочетки — деревня в Меленковском районе Владимирской области России, входит в состав Даниловского сельского поселения.

## География
Деревня расположена в 30 км на юго-запад от центра поселения деревни Данилово и в 41 км на юго-запад от райцентра города Меленки.

## История
В конце XIX — начале XX века деревня называлась Руднево, находилась на просёлочном тракте из Владимира в Касимов и входила в состав Лавсинской волости Меленковского уезда, с 1926 года — в составе Муромского уезда. В 1859 году в деревне числилось 6 дворов, в 1905 году — 18 дворов, в 1926 году — 41 дворов.
С 1929 года деревня входила в состав Лавсинского сельсовета Меленковского района, с 1940 года — в составе Дмитриевского сельсовета, с 1975 года — в составе Южного сельсовета, с 2005 года — в составе Даниловского сельского поселения.

## Население
| 1859 | 1905 | 1926 | 2002 | 2010 | 2021 |
| ---- | ---- | ---- | ---- | ---- | ---- |
| 58   | ↗146 | ↗190 | ↘5   | ↘2   | ↘0   |